# Wendlandia myriantha
Wendlandia myriantha är en måreväxtart som beskrevs av Foon Chew How. Wendlandia myriantha ingår i släktet Wendlandia och familjen måreväxter. Inga underarter finns listade i Catalogue of Life.